# Alte Oper

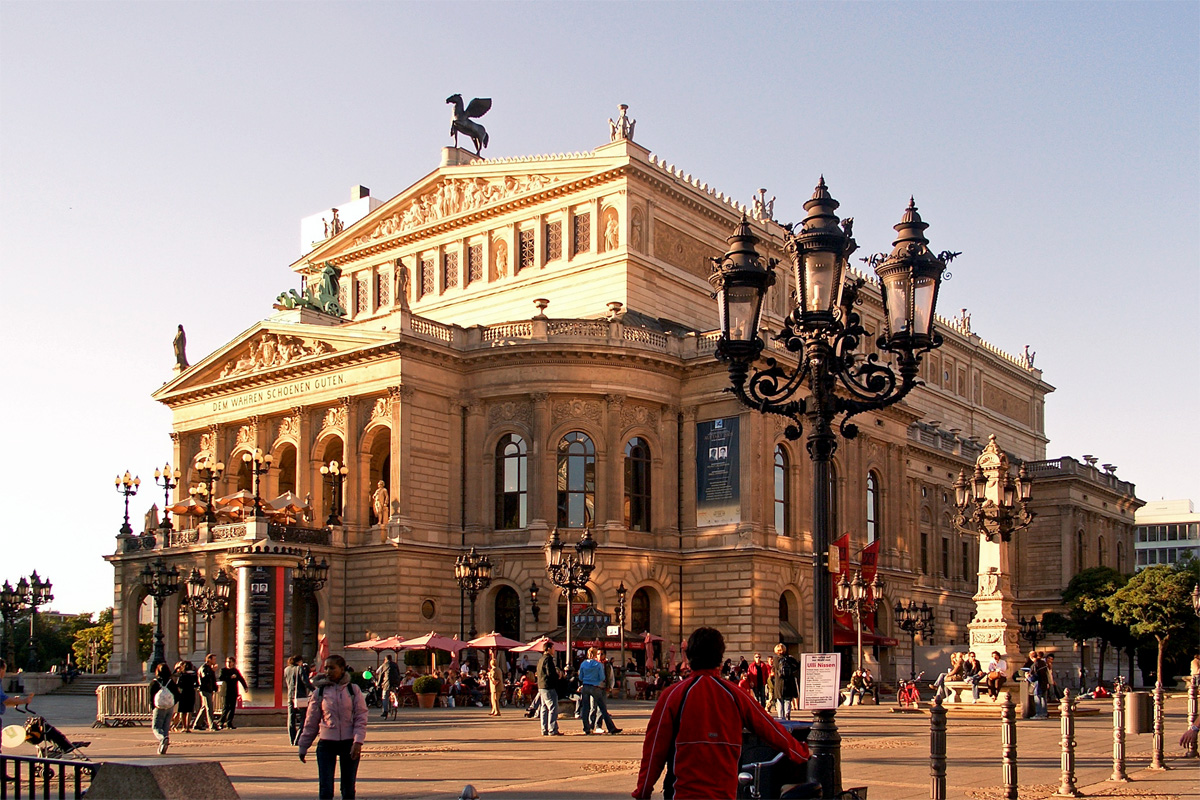

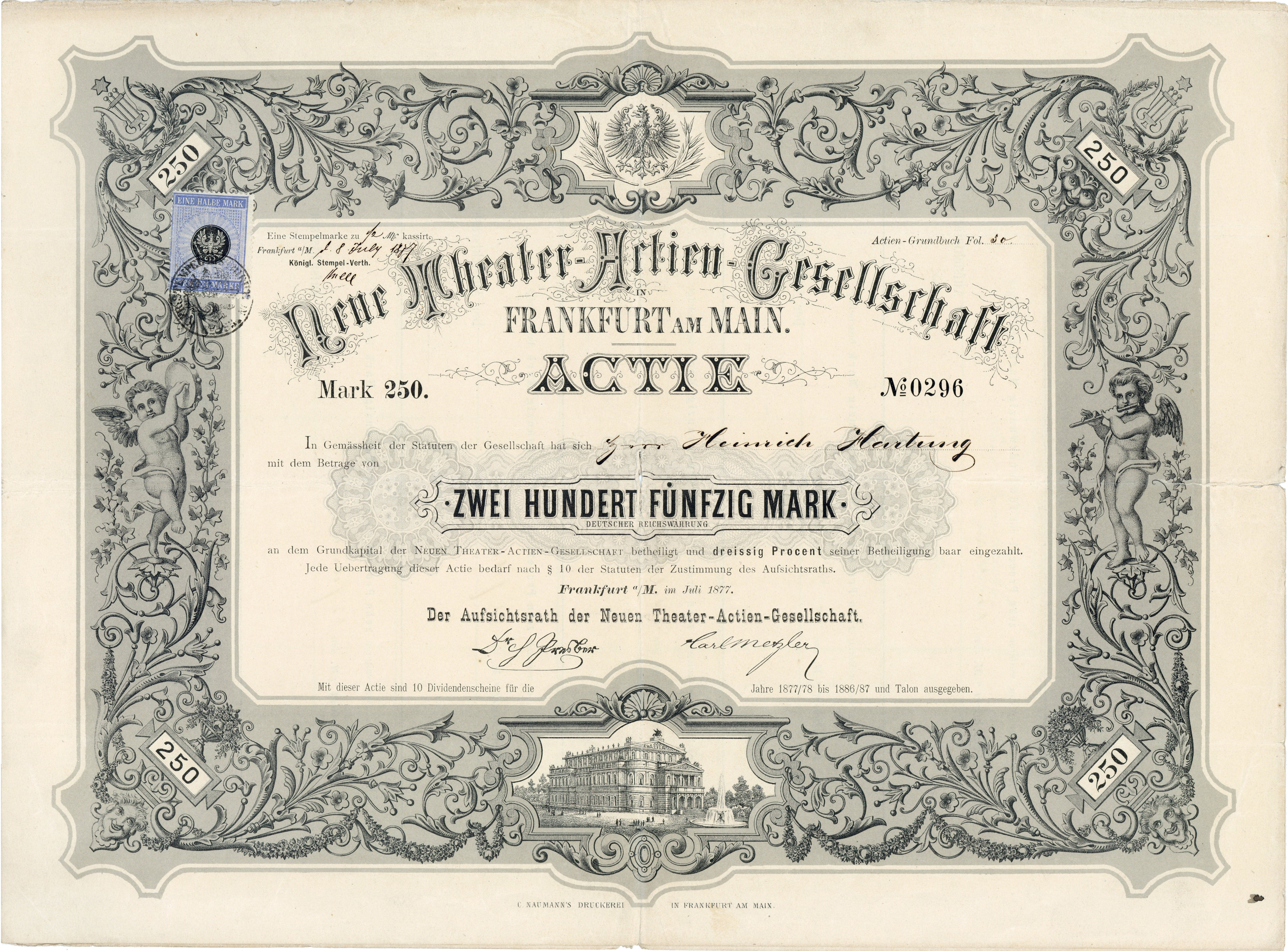
Acción fundacional de la "Neue Theater-Aktiengesellschaft" de Fráncfort del Meno por 250 marcos, emitida en julio de 1877. La cesión de la ópera y el teatro a la sociedad se basaba en el contrato celebrado con la ciudad de Fráncfort del Meno el 21 de febrero de 1877, que sólo expiró en 1929 tras seis prórrogas.

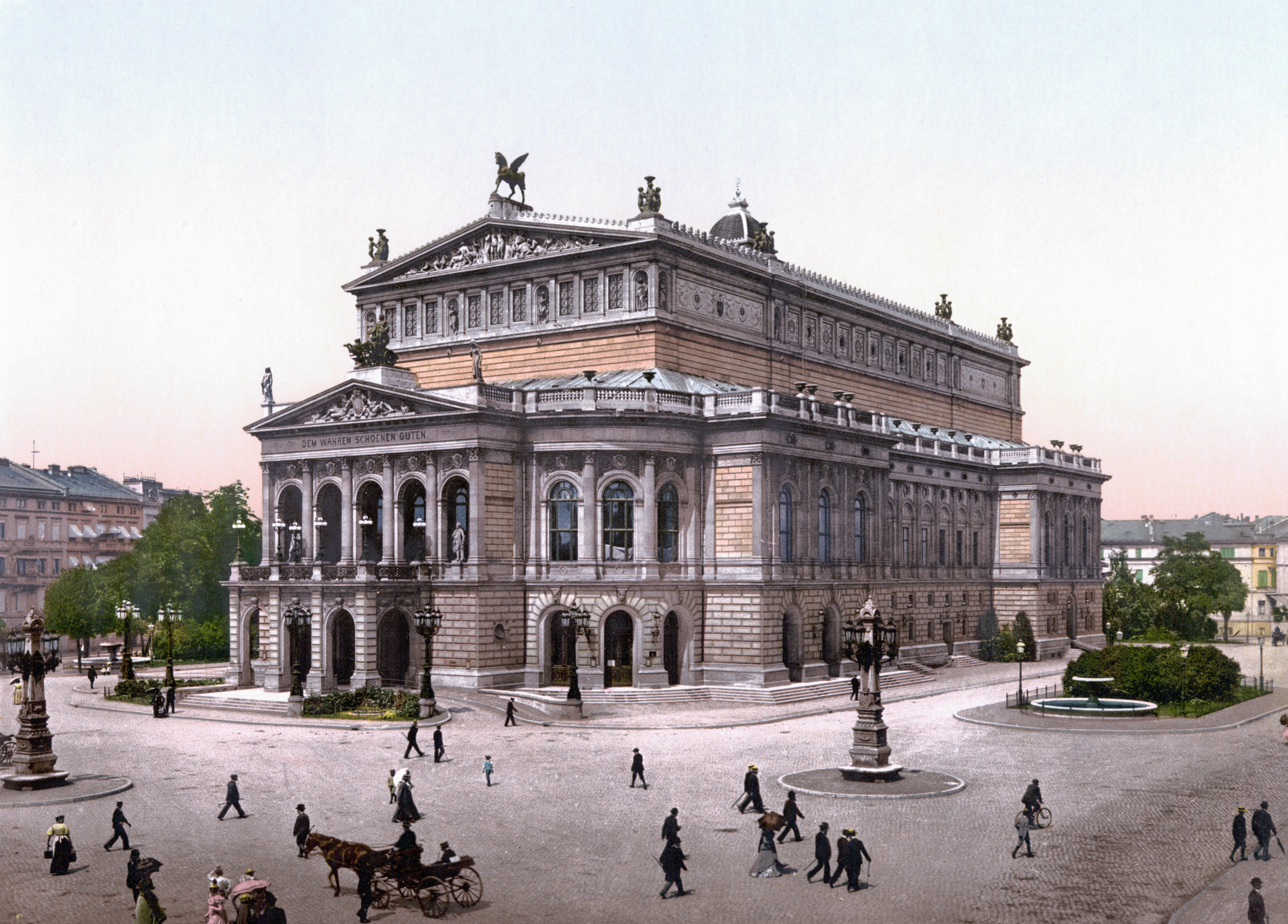
Hacia 1900.

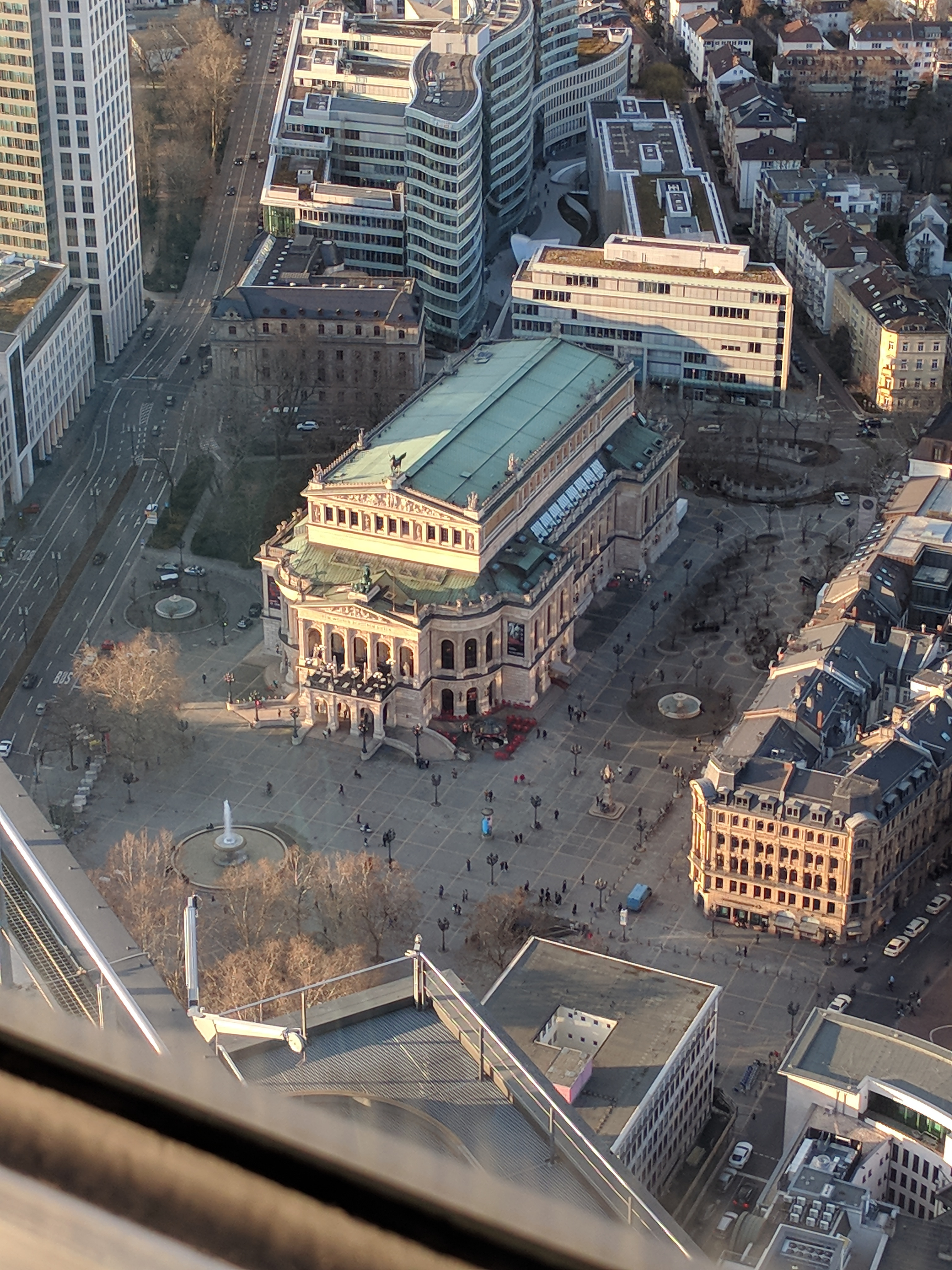
El edificio visto desde arriba.

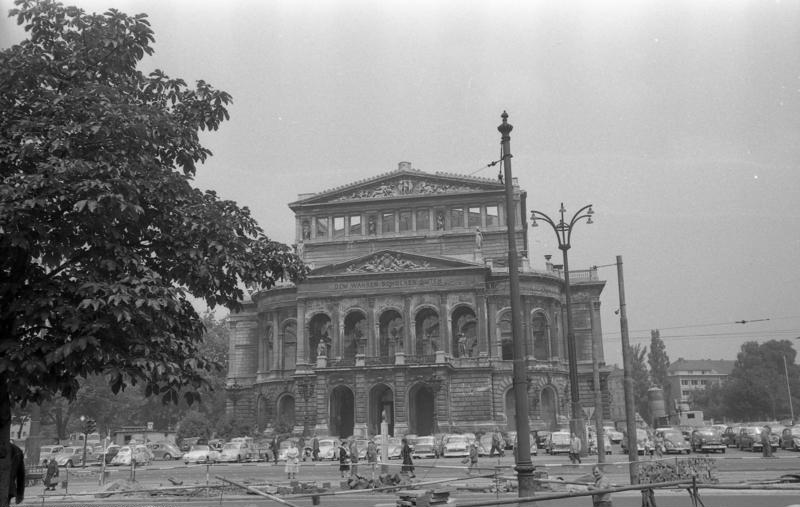
En ruinas hacia 1958.

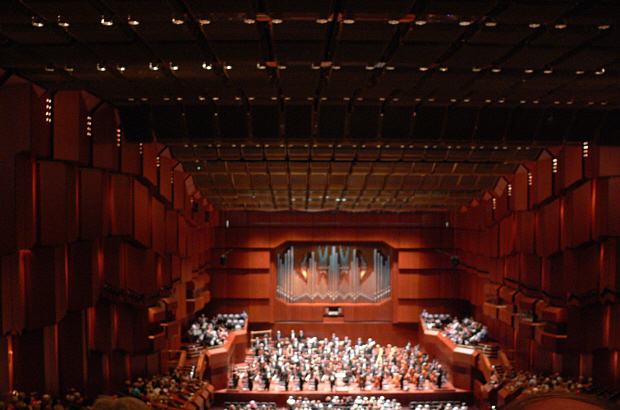
Aula Magna de la Alte Oper.

La Alte Oper - Frankfurt (Ópera Antigua de Fráncfort del Meno) es una sala de conciertos y antiguo teatro de ópera de Fráncfort del Meno, Alemania. 

## Historia
Diseñado por Richard Lucae, fue inaugurado el 20 de octubre de 1880, en presencia del Kaiser Guillermo I de Alemania.
En 1937 se hizo el estreno mundial de Carmina Burana de Carl Orff. 
Prácticamente destruida durante los bombardeos de la Segunda Guerra Mundial en 1944, sus ruinas estuvieron a punto de desaparecer y ser reemplazadas por un edificio moderno. 
En el año 1965 el alcalde Rudi Arndt sugirió, volar el edificio "con un poco de dinamita", y así consiguió su apodo de "Dinamita Rudi". Arndt insistió más tarde que nunca había propuesto seriamente una voladura.
Una campaña de los ciudadanos la salvó y la reconstrucción comenzó en 1976. 
Fue reabierta en 1981 con la Octava Sinfonía de Gustav Mahler dirigida por Michael Gielen.

## Características
Consta de dos salas, la mayor (Grosse Saal) para 2,500 espectadores y la Mozart-Saal para 700.
Debido a que en 1951 se inauguró la nueva Ópera de Fráncfort, durante la reconstrucción se rediseñó el interior para sala de conciertos, piezas de teatro y eventualmente ópera, aunque esta disciplina le cabe preferentemente a la nueva sala.